# Referéndum sobre el Tratado de Libre Comercio entre Estados Unidos, Centroamérica y República Dominicana en Costa Rica
El Referéndum sobre el Tratado de Libre Comercio entre Estados Unidos, Centroamérica y República Dominicana en Costa Rica fue una consulta popular que se llevó a cabo en dicha nación para ratificar la aprobación e ingreso costarricense al CAFTA. 
Se celebró el 7 de octubre de 2007, y el resultado fue la aprobación del tratado. Sin embargo, este ya se había firmado en mayo de 2004 con Estados Unidos, Centroamérica y República Dominicana. La participación en el referéndum fue cercana al 60%. Del total de 1.514.998 costarricenses que votaron, un 51,62% votaron a favor del tratado, mientras que un 48,38% votaron en contra. La pregunta a la que debían responder era:

¿Aprueba usted el Tratado de Libre Comercio República Dominicana, Centroamérica-Estados Unidos?

## Votantes
Al referéndum estaban llamados a votar 2,6 millones de los 4,2 millones de costarricenses. Dentro de estos votantes estaban contabilizados los 35.259 extranjeros nacionalizados, en su mayoría nicaragüenses, salvadoreños y colombianos. La jornada de votación transcurrió sin ningún tipo de incidente, hecho que fue alabado por el presidente del Tribunal Supremo de Elecciones (TSE), Luis Antonio Sobrado González.

## Historia
Este referéndum fue el primero de la historia costarricense para aprobar una ley. La consulta debía haberse celebrado el 23 de septiembre de 2006,  sin embargo se pospuso hasta el 5 de junio de 2007, debido a un proceso judicial. Las encuestas mostraron desde abril de 2007 una tendencia positiva en los votantes, solo rota en el mes de junio de 2007. Los primeros sondeos el día de la votación ya mostraron una ajustada victoria de los partidarios del tratado por un 51%.
En contra del CAFTA estaban los partidos; Acción Ciudadana, Frente Amplio, Unidad Social Cristiana, Accesibilidad Sin Exclusión, Integración Nacional, Vanguardia Popular, Humanista y un sector de Liberación Nacional conocido como Liberacionistas contra el TLC, y manifestaron abierta oposición los políticos; Ottón Solís Fallas, Rolando Araya Monge, Luis Fishman Zonzinski, José Merino del Río, Walter Muñoz Céspedes, Gloria Valerín Rodríguez, Román Macaya Hayes, Mariano Figueres Olsen, Álvaro Montero Mejía y José Miguel Corrales Bolaños, así como el futuro presidente Luis Guillermo Solís Rivera y los expresidentes Rodrigo Carazo Odio (CU), Luis Alberto Monge Álvarez (PLN) y Rafael Ángel Calderón Fournier (PUSC). Como organizaciones sociales no políticas estuvieron en rechazo del tratado casi todos los grupos sindicales y magisteriales (APSE, ANDE, SEC, ANEP, FIT-ICE, UNDECA, SINDEU), ecologistas (APREFLOFAS, Coecoceiba, FECON), el Cuerpo de Bomberos de Costa Rica, cooperativistas, la Iglesia Luterana, el Movimiento Diversidad (LGBT) y la Cámara de Empresarios Pro-Costa Rica. También se manifestaron en contra las federaciones estudiantiles de las cuatro principales universidades públicas, y sus respectivos rectores. Dicha tendencia opositora se organizaba en los llamados comités patrióticos, englobados en el Movimiento Patriótico contra el TLC coordinado por el rector del Instituto Tecnológico de Costa Rica, Eugenio Trejos Benavides.
A favor del ingreso de Costa Rica en el tradado estaban los partidos de Liberación Nacional, Movimiento Libertario, Unión Nacional y Restauración Nacional, así como la mayor parte de la fracción legislativa del Partido Unidad Social Cristiana en ese momento.También se manifestaron a favor casi todas las cámaras empresariales agrupadas en la Unión de Cámaras Comerciales y Asociaciones de la Empresa Privada (UCCAEP), los solidaristas y el propio gobierno del entonces presidente Óscar Arias Sánchez. El movimiento se llamó Alianza Ciudadana por el Sí y fue liderado por Alfredo Volio Perez, ministro de la administración de turno.

## Partidos políticos
| Posición | Partidos políticos                  | Partidos políticos       |
| -------- | ----------------------------------- | ------------------------ |
| Sí       |                                     |                          |
|          | Partido Liberación Nacional         |                          |
|          | Movimiento Libertario               |                          |
|          | Partido Unión Nacional              |                          |
|          | Restauración Nacional               |                          |
| No       |                                     | Partido Acción Ciudadana |
| No       | Partido Unidad Social Cristiana     |                          |
| No       | Frente Amplio                       |                          |
| No       | Partido Accesibilidad Sin Exclusión |                          |
| No       | Partido Integración Nacional        |                          |
| No       | Vanguardia Popular                  |                          |
| No       | Partido Humanista de Montes de Oca  |                          |

## Reacciones políticas

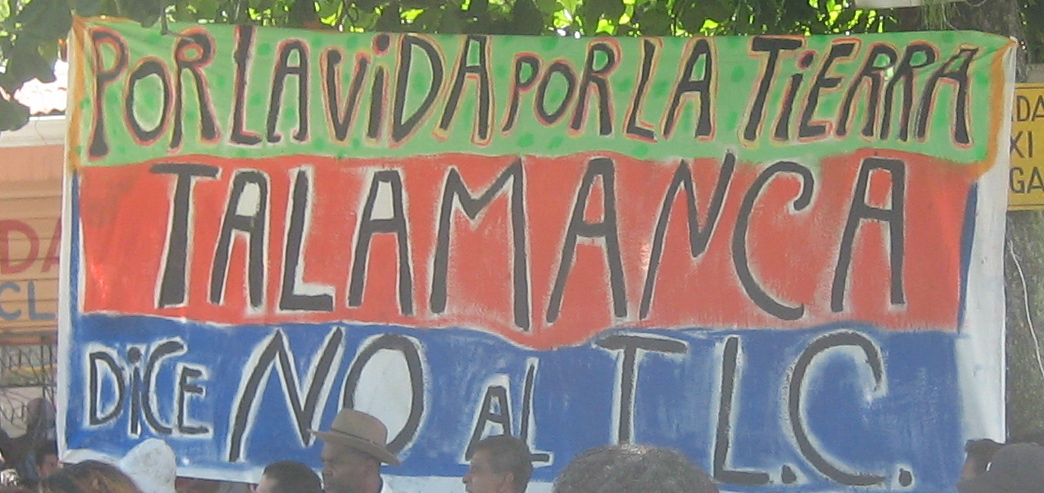
Cartel de opositores al Tratado.

Desde la editorial del periódico estadounidense Washington Post, el martes siguiente a la votación (9 de octubre), se comentó que la victoria a favor del tratado en el referéndum era un logro para los planes comerciales de los Estados Unidos, y una derrota para sus enemigos políticos en la zona, Fidel Castro y Hugo Chávez. Según comenta el periódico, Chávez no fue suficientemente capaz de impulsar su plan de la Alternativa Bolivariana (ALBA).
Por otro lado, para el presidente del Tribunal Supremo de Elecciones, Luis Antonio Sobrado: «El pueblo ha hablado, sus líderes están obligados a escucharlo y a tratar con cordura la sentencia del soberano. Esta jornada cívica ha sido admirable».

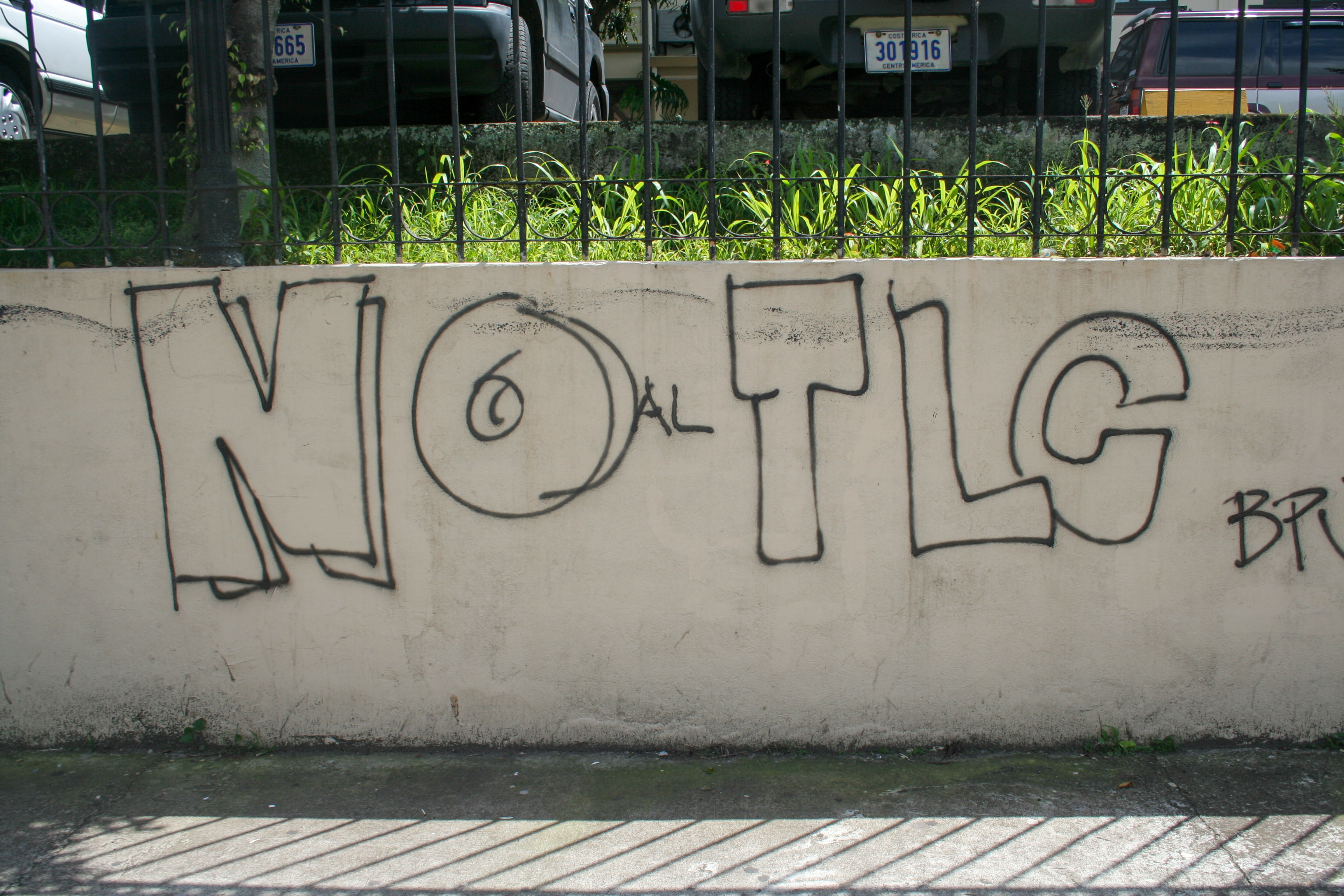
Grafiti de oposición en la Asamblea Legislativa.